# Songs from the Underground
Songs from the Underground é o terceiro EP da banda americana de rock Linkin Park, lançado em 2008. Contém algumas faixas dos LPU anteriores e mais duas faixas ao vivo do Projekt Revolution 2008. Esse foi o nono EP lançado pelo LP Underground e esse álbum é um dos álbuns lançados por ano pelo fã-clube.

## Antecedentes
Songs from the Underground apresenta inúmeras músicas lançadas através do Linkin Park Underground, o fã-clube oficial da banda, bem como duas faixas ao vivo da Projekt Revolution 2008. "And One" e "Part of Me" foram incluídos no Hybrid Theory (EP) (o primeiro EP da banda), "Dedicated" foi uma demo originalmente lançada no LP Underground 2.0. "Sold My Soul to Yo Mama" (uma faixa feita por Linkin Park com samplers de Joe Hahn, que inclui amostras das músicas "Points of Authority" e "Papercut"), foi lançado exclusivamente para o LP Underground 4.0. "Announcement Service Public" e "QWERTY" podem ser encontrados no LP Underground 6. "Hunger Strike", uma música de Temple of the Dog, que foi interpretada pelo seu vocalista principal, Chris Cornell (a quem a banda fez turnê) e apresenta uma aparição surpresa do vocalista Chester Bennington, do Linkin Park. 
Dentro do CD, pode ser encontrado um folheto dentro, do qual inclui uma versão de avaliação gratuita para um membro do LP Underground, bem como um download gratuito limitado de uma versão ao vivo de "Crawling", com Chris Cornell.

## Faixas
| N.º            | Título | Compositor(es)                                                       | Duração |  |
| 1.             | "Announcement Service Public"                                                                               | Linkin Park                                                          | 2:23    |  |
| 2.             | "QWERTY (Versão de estúdio)"                                                                                | Linkin Park                                                          | 3:20    |  |
| 3.             | "And One"                                                                                                   | Mike Shinoda, Joe Hahn, Brad Delson, Chester Bennington, Rob Bourdon | 4:28    |  |
| 4.             | "Sold My Soul to Yo Mama"                                                                                   | Joe Hahn, Chester Bennington, Mike Shinoda                           | 1:56    |  |
| 5.             | "Dedicated (Demo 1999)"                                                                                     | Mike Shinoda, Joe Hahn, Brad Delson, Chester Bennington              | 3:10    |  |
| 6.             | "Hunger Strike (Temple of the Dog) (Live Projekt Revolution 2008 - Chris Cornell part. Chester Bennington)" | Chris Cornell                                                        | 4:12    |  |
| 7.             | "My December (Live 2008) [Versão de piano]"                                                                 | Mike Shinoda                                                         | 4:12    |  |
| 8.             | "Part of Me"                                                                                                | Mike Shinoda, Joe Hahn, Brad Delson, Chester Bennington, Rob Bourdon | 12:40   |  |
| Duração total: | Duração total:                                                                                              | Duração total:                                                       | 36:45   |  |

| Faixa adicional para download | |                |         |  |
| N.º                           | Título | Compositor(es) | Duração |  |
| 9.                            | "Crawling (Ao vivo no Projekt Revolution 2008 - incluindo versos de "Hands Held High") (part. Chris Cornell)" | Linkin Park    | 4:50    |  |

## Tabelas Musicais
| Paradas (2013)                    | Melhor posição |
| --------------------------------- | -------------- |
| Áustria (Ö3 Austria Top 40)       | 56             |
| Alemanha (Media Control Charts)   | 42             |
| Estados Unidos (Billboard 200)    | 96             |
| Estados Unidos (Alternative Rock) | 17             |
| Estados Unidos (Hard Rock)        | 14             |
| Estados Unidos (Rock)             | 24             |
| Suíça (Schweizer Hitparade)       | 10             |